# Korenica
Korenica is een dorp in de provincie Lika-Senj, Kroatië. Het ligt in de gemeente Plitvicka Jezera (Meren van Plitvice), op de weg tussen Plitvice en Udbina. Korenica heeft 1570 inwoners (2001).
Na het einde van de Tweede Wereldoorlog werd Korenica 'Titova Korenica' genoemd, naar Tito. In 1991, toen Kroatië onafhankelijk werd ging het dorp weer Korenica heten.